# Etnografías contemporáneas
Etnografías contemporáneas es una revista académica sobre antropología social publicada por el Centro de Estudios en Antropología (CEA) de la Escuela Interdisciplinaria de Altos Estudios Sociales (IDAES) de la Universidad Nacional de San Martín (IDAES/UNSAM).

## Misión y objetivos
Esta revista publica artículos científicos de autores de Argentina y otros países que realicen investigaciones relacionadas con la antropología en particular y a las ciencias sociales en general. Es por ello que esta dirigida tanto a estudiantes de la carrera de Antropología o afines, docentes, profesionales e investigadores de las ciencias sociales y al público académico en general que se interesa en temas vinculados con la disciplina antropológica. La revista tiene por interés promover la reflexión y generar debates conceptuales, cuestionar  la práctica metodológica, así como dar lugar a problemáticas y enfoques que surjan y sean de interés al campo disciplinar. De esta forma, cada número suele estar diseñado para presentar la publicación de artículos originales, así como ensayos bibliográficos, reseñas de libros que hayan sido publicados y un dossier temático que varía en cada número.
Se trata de una revista de de acceso abierto bajo una licencia  Creative Commons (CC BY-NC-SA 4.0), es gratuita y los artículos publicados son revisados por pares. La revista comenzó a ser editada en el año 2015, teniendo una periodicidad semestral, por lo salen dos números anuales con numeración correlativa. 

## Resumen e indexación
La revista está indexada en el Núcleo Básico de Revistas Científicas (CAICyT – CONICET), Anthropological Index Online, LATINDEX (Sistema Regional de Información en Línea para Revistas Científicas de América Latina, el Caribe, España y Portugal), y  DOAJ (Directory of Open Access Journal), REDIB (Red Iberoamericana de Innovación y Conocimiento Científico), entre otras.